# Норвеј (Индијана)
Норвеј (енгл. Norway) насељено је место без административног статуса у америчкој савезној држави Индијана.

## Демографија
По попису из 2010. године број становника је 386, што је 51 (-11,7%) становника мање него 2000. године.
| Група             | 2000.       | 2010.       |
| Белци             | 421 (96,3%) | 369 (95,6%) |
| Афроамериканци    | 0 (0,0%)    | 0 (0,0%)    |
| Азијати           | 1 (0,2%)    | 3 (0,8%)    |
| Хиспаноамериканци | 12 (2,7%)   | 12 (3,1%)   |
| Укупно            | 437         | 386         |